# Ibana
Ibana es un género de arañas cangrejo de la familia Thomisidae. Fue descrito por Suresh P. Benjamin en 2014.
Aparece registrado en una sección de la publicación  Two new species of Pharta Thorell, 1891 with the description of Ibana senagang gen. et sp. nov. (Araneae: Thomisidae). Zootaxa. 3894(1): 177-182 de 2014.

## Especies
- Ibana gan Liu & S. Q. Li, 2022
- Ibana senagang Benjamin, 2014